# Трстянка (притока Ладянки)
Трстянка (словац. Trstianka) — річка; права притока Ладянки, протікає в окрузі Пряшів.
Довжина приблизно 6,0-6,5 км. Витік знаходиться в масиві Ганушовські пагорби — на висоті приблизно 465 метрів.
Протікає територією сіл Шариська Трстена; Хмельовець; Немцовце і Человце.. Впадає в Ладянку на висоті приблизно 280 метрів.